# Jordanita minutissima
Jordanita minutissima là một loài bướm đêm thuộc họ Zygaenidae. Nó được tìm thấy ở dãy núi Atlas Sahara và dãy núi Aurès.
Chiều dài cánh trước là 6,5–7 mm đối với con đực và con cái. Con trưởng thành bay từ tháng 5 đến tháng 6.
Ấu trùng có thể ăn các loài Carthamus hoặc Echinops.